# Jeff Luhnow
Jeffrey Aldredge Luhnow, né en 1966, à Mexico, est un dirigeant sportif américain. Il a été le directeur-gérant des Astros de Houston, un club de la Ligue majeure de baseball, du 8 décembre 2011 au 13 janvier 2020.

## Biographie
Jeff Luhnow est né à Mexico, où son père, directeur publicitaire de New York, avait déménagé sa famille. Luhnow s'exprime couramment en anglais et en espagnol. Il obtient en 1989 des baccalauréats en science et en ingénierie de l'université de Pennsylvanie,. Il détient une maîtrise en administration des affaires de la Kellogg School of Management de l'université Northwestern. Après ses études, il est ingénieur, directeur général et vice-président du marketing chez Petstore.com, consultant au sein du cabinet McKinsey & Company durant cinq ans, et entrepreneur. Il est le président, fondateur et directeur de l'exploitation d'Archetype Solutions, une société qui fournit le support technologique pour la personnalisation de masse,,.

### Baseball

#### Cardinals de Saint-Louis
Jeff Luhnow fait ses débuts dans l'industrie du baseball professionnel en 2003 lorsqu'il se joint à l'équipe de direction des Cardinals de Saint-Louis de la Ligue majeure de baseball. Il est engagé par le propriétaire de la franchise, Bill DeWitt, qui a une relation d'affaires avec Luhnow et cherche à orienter son club vers une direction plus analytique, où l'étude de données statistiques est à l'avant-plan. L'embauche de Luhnow fait écarquiller des yeux dans les bureaux de la franchise, particulièrement ceux de certains employés de direction ayant été formés de manière plus traditionnelle, qui s'interrogent sur l'importance accordée à ce nouveau venu qui ne possède aucune expérience préalable dans l'industrie du baseball, et qui n'a pas pratiqué ce sport depuis l'école secondaire. Luhnow est ridiculisé par certains collègues, qui l'affublent de sobriquets tels « le comptable » et « Harry Potter ».
Comme vice-président au développement, son poste lors de l'embauche, Luhnow met sur pied une académie de baseball en République dominicaine et étend le recrutement de nouveaux talents en Amérique latine. En 2005, les Cardinals l'élèvent au poste de président de l'acquisition des joueurs, un poste qui en fait le directeur du recrutement aux États-Unis et à l'international. Il est fait vice-président du recrutement et du développement des joueurs en 2006 et s'acquitte de ces fonctions jusqu'en 2011.
De 2005 à 2007, les trois premiers repêchages amateurs supervisés par Luhnow permettent aux Cardinals de former 24 joueurs qui atteignent les Ligues majeures, plus que tout autre franchise durant cette même période. Plusieurs des joueurs qui aident Saint-Louis à remporter la Série mondiale 2011 font partie de ceux repêchés sous la direction de Luhnow, par exemple Jaime García, Allen Craig, Lance Lynn et Jon Jay.

#### Astros de Houston
Le 8 décembre 2011, Jeff Luhnow succède à Ed Wade comme directeur-gérant des Astros de Houston. Le club vient alors de passer d'une fiche de 76 victoires et 86 défaites en 2010 à un misérable dossier de 56 victoires et 106 défaites, alors le pire de l'histoire de la franchise. Déjà, le démantèlement d'une formation vieillissante est en cours, et même les talents moins âgés tels Hunter Pence et Michael Bourn ont été échanges, mais les Astros d'avant l'ère Luhnow avaient exigé d'Ed Wade qu'il bâtisse le futur du club tout en le gardant compétitif, un exercice toujours délicat qui s'avère impossible à réaliser. Luhnow est chargé d'orchestrer la seconde phase d'un plan jamais appliqué avec autant de zèle dans l'histoire des majeures : vider complètement un club du peu de talent qu'il possède en n'accordant aucune importance au nombre de matchs gagnés pendant plusieurs saisons, et construire à partir de la base une formation qui, espère-t-on, sera un jour championne. Houston perd en effet 107 matchs en 2012, puis 111 en 2013, avant d'entreprendre le long chemin vers la respectabilité avec une saison de 70 victoires et 92 défaites en 2014. L'accent est, tout comme à Saint-Louis, porté sur le recrutement et le développement de futurs joueurs et la technique que l'on espère couronnée un jour de succès est fortement axée sur l'analyse de données statistiques.
Après la saison 2012, la nouvelle équipe de direction menée par Luhnow congédie le manager hérité de l'ancienne garde, Brad Mills, et le remplace par Bo Porter, que l'on juge apte à mener à bien cette longue traversée du désert. Des divergences d'opinions surgissent cependant, et Porter est congédié en septembre 2014 pour être remplacé par A. J. Hinch à partir de la saison suivante.
Outre le congédiement de Porter, l'année 2014 amène quelques accrocs au plan des Astros. Houston est incapable de mettre sous contrat Brady Aiken, son premier choix du repêchage amateur de juin et le club défraie la manchette lorsque des documents confidentiels réservés à l'usage interne sont piratés et publiés en ligne,.
Il est suspendu de ses fonctions et remercié le 13 janvier 2020 à cause de son implication dans le scandale du vol de signaux des Astros de Houston.